# Nasru
Nasru était un gouverneur local à Hatra (une ancienne ville située au nord de l'actuel Irak). Son existence est attestée par au moins 34 inscriptions retrouvées à Hatra. Trois de ces inscriptions sont datées (entre 128/129 et 137/138 apr. J.-C.). Une quatrième inscription date probablement après sa mort et indique l'année 176/177.
Pendant son règne, Nasru a pris des mesures significatives pour fortifier Hatra, comme la construction des portes nord et est ainsi que du mur d'enceinte de la ville (confirmée par une inscription datée de 137/138 apr. J.-C.).
Naṣru portait le titre énigmatique mry' , qui pourrait se traduire par maître, gouverneur ou administrateur. Il était le fils de Nashrihab et le père de Vologash I et Sanatruq I.

## Littérature
- Michael Sommer: Hatra. Geschichte und Kultur einer Karawanenstadt im römisch-parthischen Mesopotamien. von Zabern, Mainz 2003,  (ISBN 3-8053-3252-1), p. 26-27.